# Alexander Schnickmann
Alexander Schnickmann (* 28. Juni 1994 in Lünen) ist ein deutscher Autor. Er ist Preisträger des Leonce-und-Lena-Preises der Stadt Darmstadt 2023.

## Leben
Alexander Schnickmann wurde 1994 geboren und wuchs in Bergkamen im Ruhrgebiet auf. An der Humboldt-Universität zu Berlin studierte er Geschichtswissenschaft und Amerikanistik. Dort arbeitete er u. a. als studentische Hilfskraft von Jörg Baberowski und gab zusammen mit den Kommilitonen Louis M. Berger und Hajo Raupach ein Buch über Wissen, Praktiken und Zeitvorstellungen der Apokalypse im Campus-Verlag heraus.
Schnickmann lebt in Berlin-Charlottenburg. Er ist praktizierender Katholik.

## Werk
Schnickmann nimmt seit 2018 als Autor an Wettbewerben teil. Beim von der Welt 2018 veranstalteten Wettbewerb „Welt von morgen“ für Autoren unter 25 Jahren kam er als einer von fünf Autoren mit dem Text No me llores lagrimitas (spanisch Weint mir keine Tränen nach) ins Finale. Den mit 7.500 € dotierten Preis vergab das Publikum am Ende an die Mitbewerberin Peregrina Walter. 2023 gewann er den  Lyrik-Nachwuchs-Preis Leonce-und-Lena-Preis der Stadt Darmstadt. Die Jury, zu der u. a. Ulrike Draesner und Jan Koneffke gehörten, begründete ihre Entscheidung wie folgt: 

„Eine Stille, die nicht still sein will, eine mächtige Tonmaschine in einer Wüste, ein Wald, der aus seiner Mitte her auf uns zugeht. Musikalische Sprachstrukturen, voller Vokale und Assonanzen, in denen Maschinen nicht nur durch Brandenburg, sondern ebenso durch Helden und Pathos fahren: Da bleibt kein Wort beim Anderen, kein Ich bei sich. Der Leonce-und-Lena-Preis des Jahres 2023 geht an Alexander Schnickmann für eine in eleganten, historisch gesättigten, immer melodischen, suchenden Loops entworfene Reise in neuralgische deutsche Topographien, die uns überraschen und berühren, und dazu verführen, uns in den Räumen zwischen Sprechen und Schweigen, Mensch und Spore, nach den Namen zu fragen, die wir vergeben. Benutzen. Selbst (noch) tragen. Unentwegt.“

Für die Berliner Zeitung und den Tagesspiegel verfasste er ab 2021 Buchbesprechungen und Essays.
Das Buch requiem, erschienen 2024, ist eine lyrische Großform, die sich mit dem Klimawandel und dem Artensterben auseinandersetzt. Es wird als „letzte Messe, die man auf Erden erwarten darf: Sie ist eine Liturgie fürs Ende“ beschrieben. Schnickmann verwendet einen Bewusstseinsstrom-Stil, der Themen der Umweltzerstörung, des persönlichen Verlusts und der Liebe miteinander verwebt. Der Kritiker Daniel Graf merkt für die Schweizer Republik an, das Werk schaffe „eine neue Art von Ritual für etwas, das dringend nach Ausdruck verlangt“. Er lobt das Buch für seinen innovativen Ansatz in der Klimaliteratur, der neben den ernsten Themen auch Elemente des Absurden und des Witzes einbeziehe. Der Rezensent hebt Schnickmanns Fähigkeit hervor, „dem climate grief mit literarischen Mitteln Raum“ zu geben. Für Deutschlandfunk Kultur interpretiert der Kritiker Nils Schiederjann den Titel des Werks so, dass der Widerstand gegen die Klimakrise zwecklos erscheint und die einzige angemessene Reaktion die Totenmesse für den sterbenden Planeten bleibt. Das Buch sei trotz der Thematik kein düsteres Buch, sondern vermittle eher eine atemlose Stimmung, die den Leser in ein „orientierungsloses Erleben der Krisen“ hineinziehe. Die Lyrik erinnere eher an die von Ezra Pound als an gängige Climate-Fiction. Der Rezensent zieht ein durchweg positives Fazit und vermutet, dass das Buch auch bei Lesern ankommt, die mit Lyrik sonst eher wenig anfangen können.
In der Frankfurter Allgemeinen Zeitung beschreibt Christian Metz requiem als ein „lyrisches Hochrisikodebüt“, das einen „Abgesang auf unsere Kultur der Dinge und das nicht enden wollende Krisenstaccato der heutigen Zeit“ darstellt. Er betont Schnickmanns „virtuose Kunst der Polyphonie und Bildüberlagerung“, die den Text zu einem Sog aus Erinnerungsbildern, Naturkatastrophen und persönlichen Reflexionen verdichtet. Besonders hervor hebt Metz die „unheimliche Lust“, die sich beim Bestaunen der beschriebenen Trümmer entfaltet, und erkennt darin ein „Skandalon“ des Textes. Trotz der düsteren Themen biete requiem auch komische Momente, wie etwa die skurrile Einführung eines Staubsaugerroboters namens Brünnhilde, der sich nahtlos in das Untergangsszenario einfügt. Metz lobt das Werk als „bewundernswert rasant“ und „betörend in seiner poetischen Eigenart“, das Leser in seinen Bann ziehe und weit über die gängige Klimaliteratur hinausgehe.

## Veröffentlichungen
- No me llores lagrimitas. In: Die Welt. Berlin 28. September 2018 (welt.de).
- Unter einem anderen Mond. Carlo Ginzburg und die Hermeneutik der Risse. In: Peter Engelmann, Michael Franz, Daniel Weidner (Hrsg.): Weimarer Beiträge. Zeitschrift für Literaturwissenschaft, Ästhetik und Kulturwissenschaften. Band 66, 2020, ISSN 2510-7291, S. 19–35.
- Louis M. Berger, Hajo Raupach, Alexander Schnickmann (Hrsg.): Leben am Ende der Zeiten. Wissen, Praktiken und Zeitvorstellungen der Apokalypse (= Eigene und Fremde Welten). Campus, Frankfurt / New York City 2021, ISBN 978-3-593-51141-2.
- brandenburg machine. In: [kon] paper. Nr. 9, November 2022, ISSN 2699-4291.
- requiem. Roman. Matthes & Seitz Berlin, Berlin 2024, ISBN 978-3-7518-0985-6.